# Peter Head

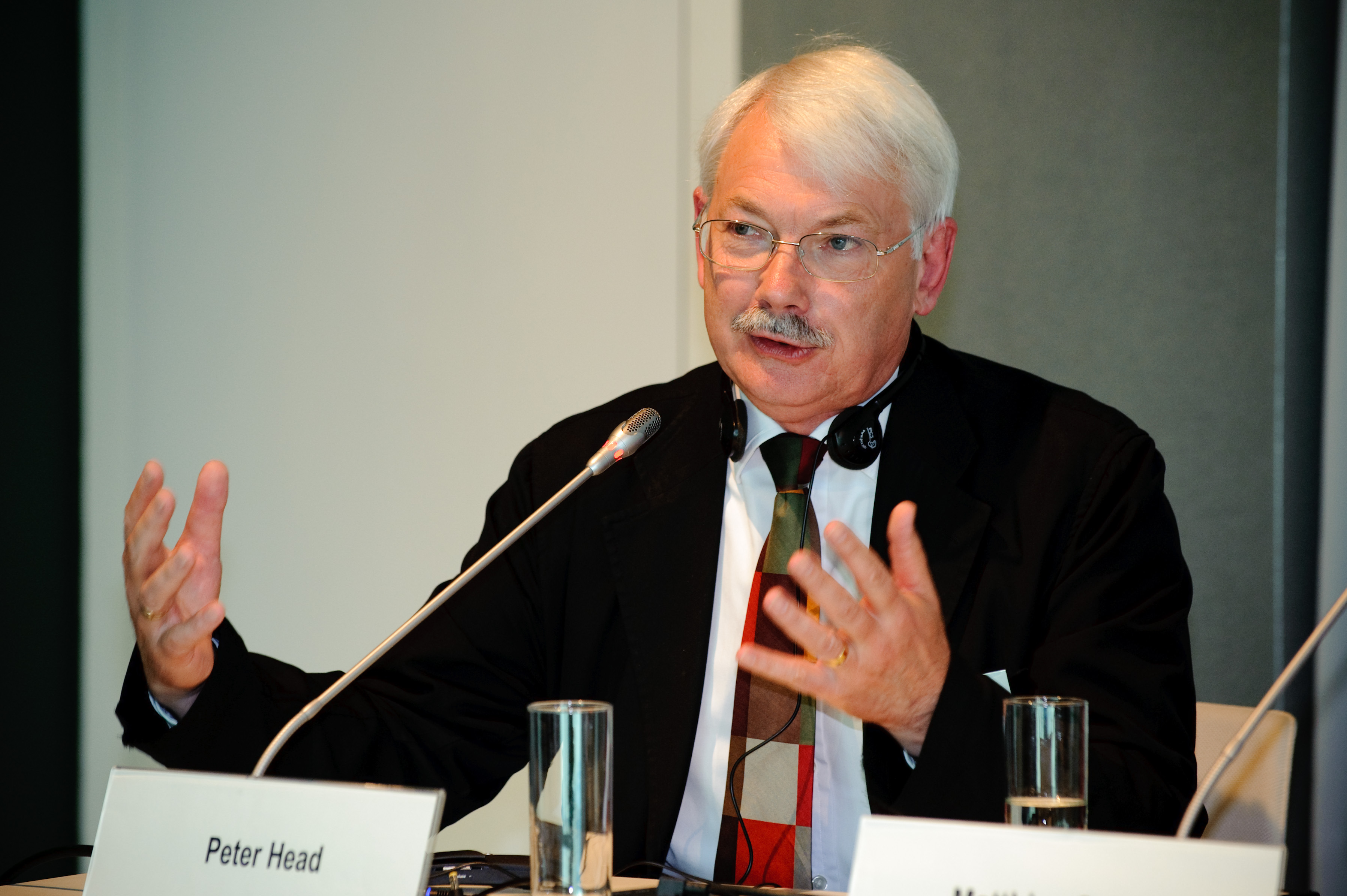
Peter Head, 2010

Peter Head (* 27. Februar 1947 in Birmingham) ist ein britischer Bauingenieur.
Peter Head studierte am Imperial College London und war ab 1969 bei Freeman, Fox and Partners, für die er unter anderem die Brücken von Avonmouth, Friarton und Myton entwarf und deren Bau überwachte. Ab 1980 war er in der Maunsell Group, deren Chief Executive Officer er 2001 wurde. Dort war er Pionier in der Verwendung von Verbundwerkstoffen in Brücken (zuerst in einer Brücke in Aberfeldy realisiert).
Ab 2004 war er bei Arup, wo er als Direkt weltweit die Gruppe Stadtentwicklung leitet und machte sich einen Namen in nachhaltiger Stadtentwicklung. Ein Projekt war das Ökostadtprojekt von  Dongtan in China. Für nachhaltige Stadtentwicklung gründete er den Ecological Sequestration Trust. 2002 wurde er vom Bürgermeister von London zum Mitglied der London Sustainable Development Commission berufen. Für seine Leistungen auf diesem Gebiet wurde er 2011 CBE. Er war auch an der Planung der Olympischen Spiele in London 2012 beteiligt.
Für die heute Prince of Wales Bridge genannte Second Severn Crossing erhielt er einen OBE.
1998 erhielt er den International Award of Merit in Structural Engineering und er erhielt die Silbermedaille der Royal Academy of Engineering und 2008 deren Sir Frank Whittle Medal. 2008 wurde er Ehrendoktor der Universität Bristol und ist dort Gastprofessor.